# Profumo - Storia di un assassino
(Giuseppe Baldini, ossia Dustin Hoffman, nella sua definizione di profumo)
Profumo - Storia di un assassino (Perfume: The Story of a Murderer) è un film del 2006 diretto da Tom Tykwer.
Film thriller, adattamento cinematografico del romanzo Il profumo di Patrick Süskind.
Nel momento in cui è uscito, è stato il film più costoso mai realizzato in Germania.

## Trama
Francia, 17 luglio 1738. Jean-Baptiste Grenouille nasce da una ragazza madre tra i rifiuti di una Parigi povera e sporca: la madre, una pescivendola, si sdraia e partorisce (per la quinta volta) su un banco del mercato. Vedendo però che il neonato non respira, lo abbandona, essendoci abituata, tra sporcizia, topi e resti di pesce. Quando, tuttavia, il piccolo inizia a respirare, le sue urla richiamano l'attenzione di alcuni presenti; così la madre, accusata di tentato infanticidio, viene impiccata. Invece Grenouille finisce in orfanotrofio: la prima sera il suo vicino di letto, per vedere se respira, prova a toccarlo ed il neonato subito afferra il suo dito annusandolo avidamente: così i presenti tentano di strangolarlo, senza successo.
Il piccolo Grenouille inizia a parlare a 5 anni, ma dimostra un olfatto del tutto fuori dal comune, e così gli odori divengono il fulcro della sua esistenza: riesce a distinguere l'odore di ogni specie di fiore, pietra, legno, animale e persino dell'acqua. Quando compie 13 anni, viene venduto a Grimal, un conciatore di pelli, da madame Gaillard, crudele proprietaria dell'orfanotrofio che viene presto sgozzata da due ladri durante una rapina.
Nella conceria, Grenouille viene trattato da vero e proprio schiavo, lavorando giorno e notte senza alcuna paga.
Ormai adulto, un giorno Grenouille viene mandato per lavoro a Parigi, dove col suo olfatto esplora ogni angolo della città, arrivando agli ottimi profumi dei borghesi, nelle zone più ricche della città. Una sera incontra l'odore della sua vita: proviene da una venditrice, che egli inizia a inseguire: lei, visibilmente spaventata, comincia a gridare, e Grenouille accidentalmente la soffoca. Da questo momento ha un solo scopo nella vita: imparare come catturare gli odori.
Capita poi nel negozio di Giuseppe Baldini, un profumiere italiano raffinato ma ormai in declino, che il ragazzo conquista ricreando in poco tempo il famoso e vendutissimo profumo Amore e psiche, migliorandolo anche: Baldini, pienamente soddisfatto, lo assume. Inoltre quella stessa sera il padrone Grimal, come al solito ubriaco, cade da un pontile e muore, rioffrendo automaticamente la libertà a Grenouille.
Dentro il laboratorio di Baldini, Jean-Baptiste, iniziato anche alla distillazione grazie a Baldini, crea innumerevoli nuove essenze, portando la profumeria ad un enorme successo. Ma al ragazzo, divenuto ormai anche più esperto dello stesso Baldini a creare profumi, interessa soprattutto sapere come estrarre e distillare gli odori: perciò Baldini istruisce Grenouille sui procedimenti (far bollire l'acqua con i fiori in un alambicco; continuare ad aggiungerne fino a che il vapore, sufficientemente in pressione, si condensa nella testa di moro). Il ragazzo chiede insistentemente se esiste qualche altra tecnica e, essendoci (l'enfleurage), su consiglio del maestro, parte per Grasse, una piccola città nel paese della lavanda, la Provenza, rinomata in tutto il mondo per i suoi profumi. Il proprietario gli concede di andar via a fare fortuna, in cambio di 100 ricette di profumi. Nella notte, Baldini e signora muoiono nel crollo della loro abitazione.
Qui, alle dipendenze di madame Arnulfi, proprietaria di una profumeria, assunto come profumiere, si sente pronto finalmente per creare il profumo perfetto, quello che lo renderà famoso in tutto il mondo. Ancora ossessionato dal profumo di quella giovane dai capelli rossi conosciuta in precedenza, ricorda però che, come diceva Baldini, servono 12 essenze per creare il profumo perfetto (nella frase già citata).
Così, per estrarne l'essenza, uccide 12 belle donne e l'ultima, la più bella, la identifica nella bellissima Laura, figlia del potente Richis: tutta la cittadina di Grasse è in allarme per gli efferati delitti, tutti con lo stesso svolgimento: le giovani vengono trovate nude, coi capelli rasati ma senza tracce di violenza sessuale. Richis ha paura per la figlia Laura, così tenta di portarla via da Grasse, fallendo. Jean-Baptiste fugge per inseguirla ma, identificato ormai come l'assassino, in quanto vengono scoperti i resti delle fanciulle in quella che era stata la sua abitazione, viene ricercato. Riesce, comunque, a compiere il suo piano estraendo l'ultima essenza: il suo profumo perfetto è pronto, ma egli viene catturato. Tuttavia con sorpresa di tutti quel profumo incanta anche i boia, e Grenouille riesce a fuggire verso Parigi, mentre tra i presenti, attratti dal profumo ora sui vestiti di tutti, si viene a creare una grottesca enorme orgia. Tutti non possono che ritenerlo innocente e, di converso, accusano e condannano per gli omicidi l'amante della sua datrice di lavoro che viene, così, impiccato.
Il 25 giugno 1767 rientra in città: avendo capito che il profumo, nonostante lo faccia sentire una divinità, non potrà mai renderlo capace di amare e di essere amato davvero, si versa sul capo tutto il profumo, davanti a una folla di poveracci infreddoliti, e si lascia uccidere inerte dalla smania e dall'adorazione di questi in quello che si rivelerà, il giorno seguente, lo stesso mercato dove il ragazzo era nato.

## Produzione

### Cast
In assoluto la prima scelta del regista Tom Tykwer è stato Alan Rickman, unico a cui ha offerto il secondario Richis.
Per scegliere invece il protagonista Grenouille, consigliato dalla direttrice dei casting del film Michelle Guish, Tom Tykwer è andato a vedere a teatro Ben Whishaw nei panni di Amleto e, vedendolo recitare, lo ha subito ritenuto già come la perfetta incarnazione "sia dell'angelo innocente che dell'assassino".
Invece, per quanto riguarda il ruolo di coprotagonista del raffinatissimo profumiere italiano Giuseppe Baldini, il regista aveva fin da subito intenzione di ingaggiare Dustin Hoffman, poiché "Quando ho intrapreso questo progetto ho capito subito che non c'era nessun'altro che potesse interpretare Baldini meglio di lui", ha detto Tykwer.

I due personaggi principali, per girare le molte scene in profumeria, sia Dustin Hoffman che Ben Whishaw hanno dovuto frequentare per 2 settimane un corso intensivo di distillazione e lavorazione dei profumi.

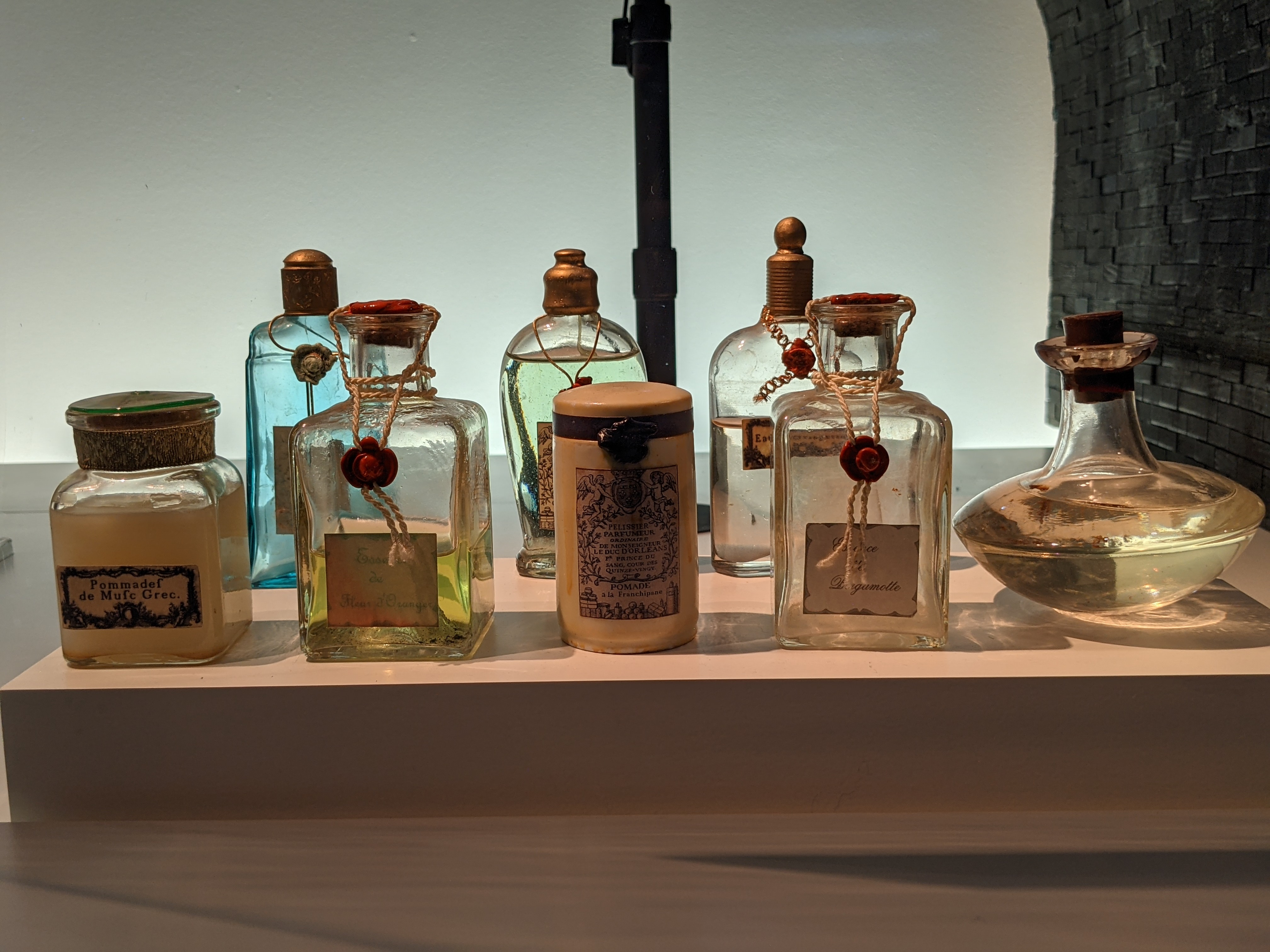
Flaconi di profumo utilizzati durante le riprese (Museo del cinema e della televisione, Berlino)

Per trovare la giovane Laura, figlia di Richis, Tykwer e Bernd Eichinger hanno esaminato centinaia di nastri di audizioni, finché non hanno optato entrambi per Rachel Hurd-Wood, che Tykwer ha incontrato per ingaggiare personalmente, a Londra. Non si riuscì invece a trovare un’attrice adatta per il ruolo della venditrice di prugne tra Regno Unito e Stati Uniti, così Tykwer decise di guardare le attrici in Germania. Karoline Herfurth, che aveva lavorato due volte con Tykwer, fu chiamata a fare una prova con Whishaw, in costume. Herfurth si dimostrò all’altezza di Tykwer e il suo ruolo fu ampliato.

### Riprese
Le riprese dovevano originariamente iniziare nel 2004, ma all'epoca ancora non era stato trovato l'attore giusto per interpretare il protagonista Grenouille, ricerca che ha richiesto quasi un anno.

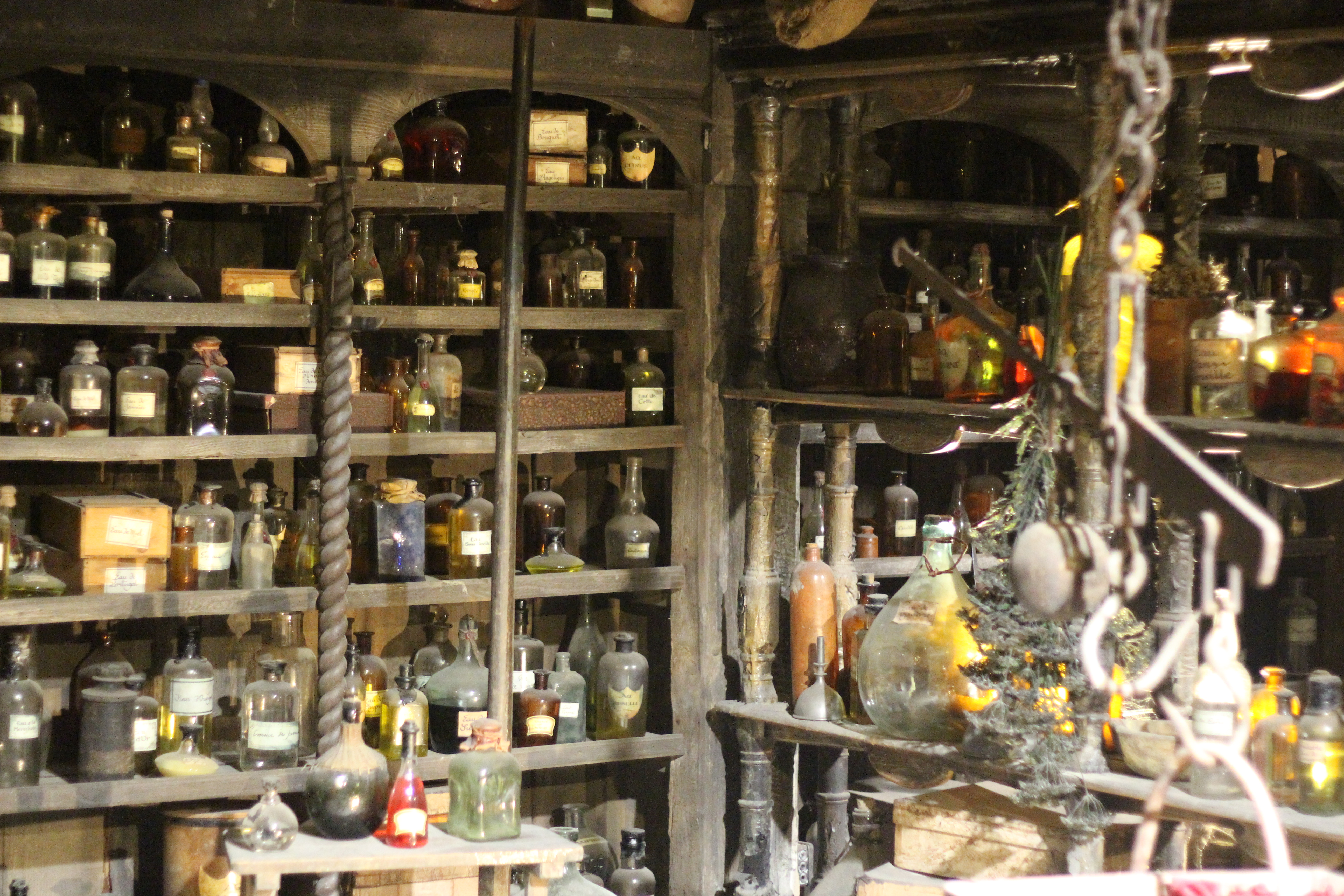
Una delle scenografie a Lione

In tutto il film sono state utilizzate in totale 5.200 comparse, a volte anche 1000 contemporaneamente: in particolare la grottesca scena dell'orgia ha richiesto esattamente 750 comparse.
Le riprese sono iniziate il 12 luglio 2005, al Rolling Thunder Skate Park, e si è sono concluse il 16 ottobre dello stesso anno. La maggior parte delle scene è stata girata soprattutto tra Barcellona, Gerona e Figueres, le cui strade hanno sostituito quelle di Parigi, considerata già "troppo moderna" per un'ambientazione settecentesca. Inoltre, per ricreare un'autentica e rivoltante borgata rappresentando l'assoluta miseria in cui vivevano le classi più basse, la troupe del film ha incluso un’"unità di sporcizia": circa 60 persone, il cui unico compito era distribuire per la strada rifiuti, come 2,5 tonnellate di pesce e 1 tonnellata di carne marcia solo a Barri Gòtic.
Tutte le scene del film sono state girate in sequenza, esattamente la stessa che vede lo spettatore, per far sì che gli attori perseguissero la stessa crescita dei propri personaggi, per avere una migliore relazione con loro ed interpretarli meglio.

## Colonna sonora
La colonna sonora è eseguita dai Berliner Philharmoniker e diretta da Simon Rattle.

## Distribuzione
Il film è uscito nelle sale cinematografiche italiane il 22 settembre 2006, mentre negli Stati Uniti il 20 ottobre 2006.

## Accoglienza

### Incassi
Il film ha incassato 135 milioni di dollari nel mondo, a fronte di un budget di 60 milioni.

## Riconoscimenti
- 2007 – Saturn Award[5]
  - Candidatura per il miglior film a Tom Tykwer
  - Candidatura per il miglior regista a Tom Tykwer
  - Candidatura per la miglior sceneggiatura a Bernd Eichinger, Andrew Birkin e Tom Tykwer
  - Candidatura per la miglior attrice non protagonista a Karoline Herfurth
  - Candidatura per la miglior colonna sonora a Tom Tykwer, Johnny Klimek e Reinhold Heil
- 2007 – European Film Awards
  - Miglior fotografia a Frank Griebe[6]